# Вальтер, Фриц (оружейник)
Фриц Вальтер (нем. Fritz Walther; 24 марта 1889, Целла-Мелис — декабрь 1966) — немецкий оружейник, изобретатель пистолета Walther P38. Один из самых ярких представителей рода Вальтеров, династии выдающихся оружейников. Старший из пяти сыновей Карла Вальтера, основателя компании Carl Walther GmbH Sportwaffen.

## Детство и начало карьеры
Родился 24 марта 1889 года в городе Целла-Мелис, на земле Тюрингия, Германия. После некоторого времени работы на предприятии отца, Фриц Вальтер отправился в Берлин, где нашел должность фрезеровщика в фирме «Ludwig Loewe & Co.». Эта работа приносила малый доход и испытывая финансовые затруднения, Фриц, получил от своего младшего брата для продажи 5 пистолетов.
Однако он не стал продавать оружие, а принялся, в свободное от основной работы время, за модернизацию данных ему братом, образцов. В 19 лет Фрицу удалось убедить отца дополнить программу производства спортивного оружия производством самозарядных пистолетов. В 1908 году появилась первый пистолет системы «Walther», калибра 6,35 мм. «Модель 1».
1 августа 1914 года началась Первая мировая война. Фриц Вальтер был освобожден от мобилизации, поскольку являлся теперь фактически руководителем важного оборонного предприятия . Но объёмов производства в связи с возросшей потребностью немецких вооруженных сил в стрелковом оружии было явно недостаточно. Через два года был введен в строй новый фабричный комплекс, где 500 рабочих на 750 станках изготавливали продукцию для фронта. Фриц разработал новую конструкцию пистолета под обозначением «Модель 6» калибра 9 mm, а осенью 1916 г. фирма Walther получил заказ на изготовление затворов для пулеметов MG-08 — большая победа для маленькой фирмы.

## Тяжелые времена и взлет компании
Однако сам Карл Вальтер этого триумфа не увидел — он умер 9 июля 1915 года. Руководство фирмой теперь полностью легло на плечи Фрица. 28 июня 1919 года был заключен Версальский мирный договор, официально завершивший первую мировую войну. Теперь, согласно положениям договора, у оружейной промышленности Германии наступали очень трудные времена. В это не простое время Фриц Вальтер разрабатывает и пускает в производство пистолеты — «модели 8» 1920 года, «9» и «9А», 1921 года . К концу 20-х гг. фирма занялась созданием пистолета, который по своим данным, не выходя за рамки ограничений Версальского договора, имел бы качества, близкие к качествам военных образцов. Такой пистолет появился в 1929 г. под наименованием Walther PP (Polizei pistole).В 1931 году начался выпуск пистолетов PPK (Polizei pistole kriminal), таких же, как «PP», но чуть уменьшенных размеров. Конструкция пистолета Вальтера 1929 года оказалась весьма удачной, поэтому в ряде стран она послужила образцом для создания новых пистолетов, устроенных подобным образом.
С 1931 года Министерство обороны Германии стало искать замену «P08» Георга Люгера, очень сложного по конструкции и дорогостоящего пистолета, на более совершенный.
Впервые в мире для нового образца пистолета Фриц Вальтер стал применять легкие металлы: алюминий и жесть. Даже испытания нового оружия проводились неофициально, так как не было уверенности в положительном результате.
Но Вальтер был уверен в своей правоте и не сомневался, что обязательно придет время для изготовления оружия из легких металлов. Кроме того, Фриц был приверженцем экономии металла при создании оружия и применении легких удобных конструкций. Он создал для «Walther P-38» уникальную по дизайну рукоять. В 1939 году началось производство и к середине года уже первые сто пистолетов «P-38» были переданы на вооружение в армию.
Walther P38 кардинально поменял представление о пистолетах в целом. Его полюбили за счет надежности, простоты конструкции и эргономики, Он по сей день стоит на вооружении армий некоторых стран, чаще в его послевоенной вариации Walther P1.